# Pelargonium boranense
Pelargonium boranense är en näveväxtart som beskrevs av I. Friis och M.G. Gilbert. Pelargonium boranense ingår i släktet pelargoner, och familjen näveväxter. Inga underarter finns listade i Catalogue of Life.